# 楊雲娥
楊雲娥（越南语：／；952年—1000年），一說楊玉雲（越南语：／），是越南丁朝唯一一位皇太后，也是前黎朝的第一位皇后。
史書並沒有記載她的本名，「楊雲娥」跟「楊玉雲」是越南民間的說法。
楊雲娥最早是丁朝皇帝丁部領的五位皇后之一，979年丁部領被暗殺後，丁璿即位，楊雲娥成為皇太后。在此期間，楊雲娥與十道將軍黎桓私通，並一起代理年僅6歲的皇帝執掌朝政。
後來在宋朝南下進攻時，楊雲娥指使范巨倆擁立黎桓為皇帝，建立前黎朝；隨後楊雲娥被黎桓立為皇后，成為越南歷史上第一位嫁給兩個皇帝的人。

## 生平
根據一些史料的說法，楊雲娥出生於愛州（今越南清化），是靜海節度使楊廷藝的孫女；而另一些史料則聲稱楊雲娥與丁先皇同為華閭人。
作為丁先皇的皇后之一，楊雲娥在974年為他生下了次子丁璿。979年年底，丁先皇同其長子丁璉為杜釋所殺。年僅6歲的丁璿被擁上了皇位，是為丁廢帝。其母楊雲娥則被尊為皇太后。十道將軍黎桓總攬朝政，與楊雲娥共同掌權。
丁廢帝即位之後，朝廷大臣丁佃、阮匐等人不滿黎桓的專權，起兵發難。與此同時，丁先皇女婿吳日慶，引導占婆軍隊入侵南方邊境。丁佃、阮匐之亂不久即為黎桓所鎮壓，但北方的宋朝卻趁亂南下攻打丁朝。最終，楊雲娥以及朝廷中的大臣達成共識，指使將軍范巨倆在軍中擁立黎桓即位，以便在遭到入侵期間國家有一個強有力的統治者。980年，黎桓建立前黎朝，取代了丁朝的天下。
黎桓即位事件的詳細情況，各史料記載有著細微的不同。例如，在《越史略》和《大越史記全書》的記載中，范巨倆建議楊雲娥將丁朝的皇位讓給黎桓。而根據《欽定越史通鑑綱目》的說法，楊雲娥與黎桓在同掌朝政期間有私通的行為，丁佃、阮匐為了保護幼帝、推翻黎桓，因此發動了叛亂；楊雲娥在黎桓即位一事中扮演著重要角色，她信任抵抗宋軍的黎桓，因此勸說黎桓接受范巨倆的建議即位。陳仲金在其所著的《越南史略》中支持《欽定越史通鑑綱目》中楊雲娥與黎桓通姦的說法。
關於黎桓登基之事，雖然目前仍有爭論，《越史略》、《大越史記全書》、《欽定越史通鑑綱目》、《越南史略》中記載略有出入，但總體保持一致。總之，楊雲娥在此期間扮演了極為重要的角色，正是在她表示贊同之後，黎桓得以順利登基。
黎桓稱帝后，於981年成功抵禦了宋朝的進攻；隨後，黎桓冊立前皇太后楊雲娥為新的皇后，號稱大勝明皇后（越南语：／）。楊雲娥也因此成為了越南歷史上第一位先後嫁給兩位皇帝的女人。
前黎朝應天七年（1000年），楊雲娥逝世。黎桓的長子黎龍鍮與其同年逝世。

## 評價
楊雲娥與黎桓的婚姻受到了後世越南史官的猛烈抨擊。吳士連在《大越史記全書》中認為黎桓立楊雲娥為皇后是非常無恥的行為，黎桓的兒子效仿他的荒淫，導致了前黎朝的滅亡。另一位歷史學家吳時仕也認為，丁先皇的稱號是「大勝明皇帝」；與其相對地，黎桓給予楊雲娥的稱號是「大勝明皇后」，黎桓的做法「貽笑千古」。

## 相關文化
如今，楊雲娥與黎桓、黎桓的兩個兒子黎龍鋌和黎龍鉞，一起供奉在華閭的黎大行廟中。而黎大行廟的旁邊，則是楊雲娥的第一個丈夫丁先皇的墳墓。
由於經歷了一系列越南歷史上的動盪年代，楊雲娥成為了越南民間嘲劇（chèo）、改良劇（cải lương）中的重要角色之一。同時，她也是小說《兩朝皇后楊雲娥》（Hoàng hậu hai triều Dương Vân Nga）中的主人公。

## 影視形象
| 演員 | 影視作品                           |
| 潘和 | 《李公蘊：到昇龍城之路》（电视剧） |

## 腳註
1. 1 2 3 4 5  Đinh Xuân Lâm;  et al. . Hanoi: Education Publishing House. 2005: 340.
2. ↑  . Vietnamnet.vn. 2008-10-15  [2019-01-10]. （原始内容存档于2008-12-31）.
3. ↑  . Từ điển Bách khoa toàn thư Việt Nam.[永久]
4. 1 2 3  . Từ điển Bách khoa toàn thư Việt Nam.[永久]
5. 1 2 3 4  Chapuis 1995，第72–73頁
6. ↑  Nguyễn Gia Tường (translator). . Ho Chi Minh City Publishing House, University of Ho Chi Minh City. 1993: 29.
7. 1 2 3  欽定越史通鑑綱目 & 卷之一
8. ↑  陳仲金 1971，第36頁
9. ↑  Cœdès, George. . University of California Press. 1966: 82. ISBN 0520050614.
10. ↑  . Vietnam News Agency.   [2011-01-28]. （原始内容存档于2012-07-22）.
11. ↑  《大越史記全書·本紀·卷之一·黎紀·大行皇帝》：「夫婦人倫之首。王化之端，易下經首咸恒，示取女必以正也。大行通淫君後，至於偃然立以為后，羞惡之心忘矣。以此垂統，其子效之，淫佚取亡，豈無啟禍之端哉！」
12. ↑  Caroline Hemery, Sophie Cucheval, Emmanuelle Bluman, Aurélie Louchart. . Petit Futé. : 401. ISBN 274692353X （法语）.
13. ↑  Nick Ray, Wendy Yanagihara. . Lonely Planet. 2005: 176. ISBN 1740596773.
14. ↑  . Vietnamnet.vn. 2009-05-16  [2019-01-10]. （原始内容存档于2010-03-26）.
15. ↑  . Vietnamnet.vn. 2009-10-18  [2019-01-10]. （原始内容存档于2010-05-30）.
16. ↑  . Vietnamnet.vn. 2006-09-26  [2019-01-10]. （原始内容存档于2007-02-23）.
17. ↑  Hoàng Công Khánh. . Hanoi: Literature Publishing House. 1996.